# Emilio Kléber
Emilio Kléber, właściwie Manfred Stern (ur. 1896 na Bukowinie, zm. 18 lutego 1954 w ZSRR) – generał, jeden z dowódców Brygad Międzynarodowych podczas hiszpańskiej wojny domowej.

## Życiorys
Podczas pierwszej wojny światowej jako żołnierz armii austro-węgierskiej dostał się do rosyjskiej niewoli. Uwolniony w czasie rewolucji październikowej brał udział w rosyjskiej wojnie domowej. Po zakończeniu wojny rozpoczął studia w Akademii Wojskowej im. Frunzego w Moskwie.
Kiedy wybuchła hiszpańska wojna domowa przybył do Hiszpanii i opowiedział się stronie republikańskiej. Pseudonim przyjął od generała z okresu wojen napoleońskich, Jean-Baptiste Klébera. Początkowo dowodził XI Brygadą Międzynarodową. W czasie bitwy pod Brunette dowodził 45 Dywizja Piechoty Republikańskiej Armii Ludowej.
Po zakończeniu wojny wyjechał do ZSRR. Tam negatywnie oceniono jego działalność. Trafił do łagru. Zmarł od choroby 18 lutego 1954.